# Mylothris yulei
Mylothris yulei is een vlindersoort uit de familie van de Pieridae (witjes), onderfamilie Pierinae.
Mylothris yulei werd in 1897 beschreven door Butler.